# Paciano-Meister
Als Meister von Paciano oder Paciano-Meister (ital. Maestro di Paciano) wird ein gotischer Maler und Buchmaler bezeichnet, der ab ca. 1315 in Italien tätig war. Der namentlich nicht bekannte Künstler erhielt seinen Notnamen nach dem im Franziskaner-Kloster Convento di Sant’Antonio di Padova in Paciano Vecchio bei Perugia gefundenen Bild. Dies wurde 1872 in die Nationalgalerie von Umbrien verbracht. Da das Kloster aber erst seit 1496 bestand, ist Paciano sicher nicht der ursprüngliche Herkunftsort des Bildes.